# Алтенхоф (Мекленбург)
Алтенхоф (њем. Altenhof) општина је у њемачкој савезној држави Мекленбург-Западна Померанија. Једно је од 60 општинских средишта округа Мириц. Према процјени из 2010. у општини је живјело 402 становника. Посједује регионалну шифру (AGS) 13056005.

## Географија
Алтенхоф се налази у савезној држави Мекленбург-Западна Померанија у округу Мириц. Општина се налази на надморској висини од 82 метра. Површина општине износи 16,6 km².

## Становништво
У самом мјесту је, према процјени из 2010. године, живјело 402 становника. Просјечна густина становништва износи 24 становника/km².